# Dalhagen
Dalhagen är en tidigare småort i Eskilstuna kommun, Södermanlands län belägen i Gillberga socken strax sydväst om Borsökna. 2015 hade folkmängden i området minskat och småorten upplöstes.
Småorten ligger utmed länsväg 230, på vägens norra sida.

## Noter

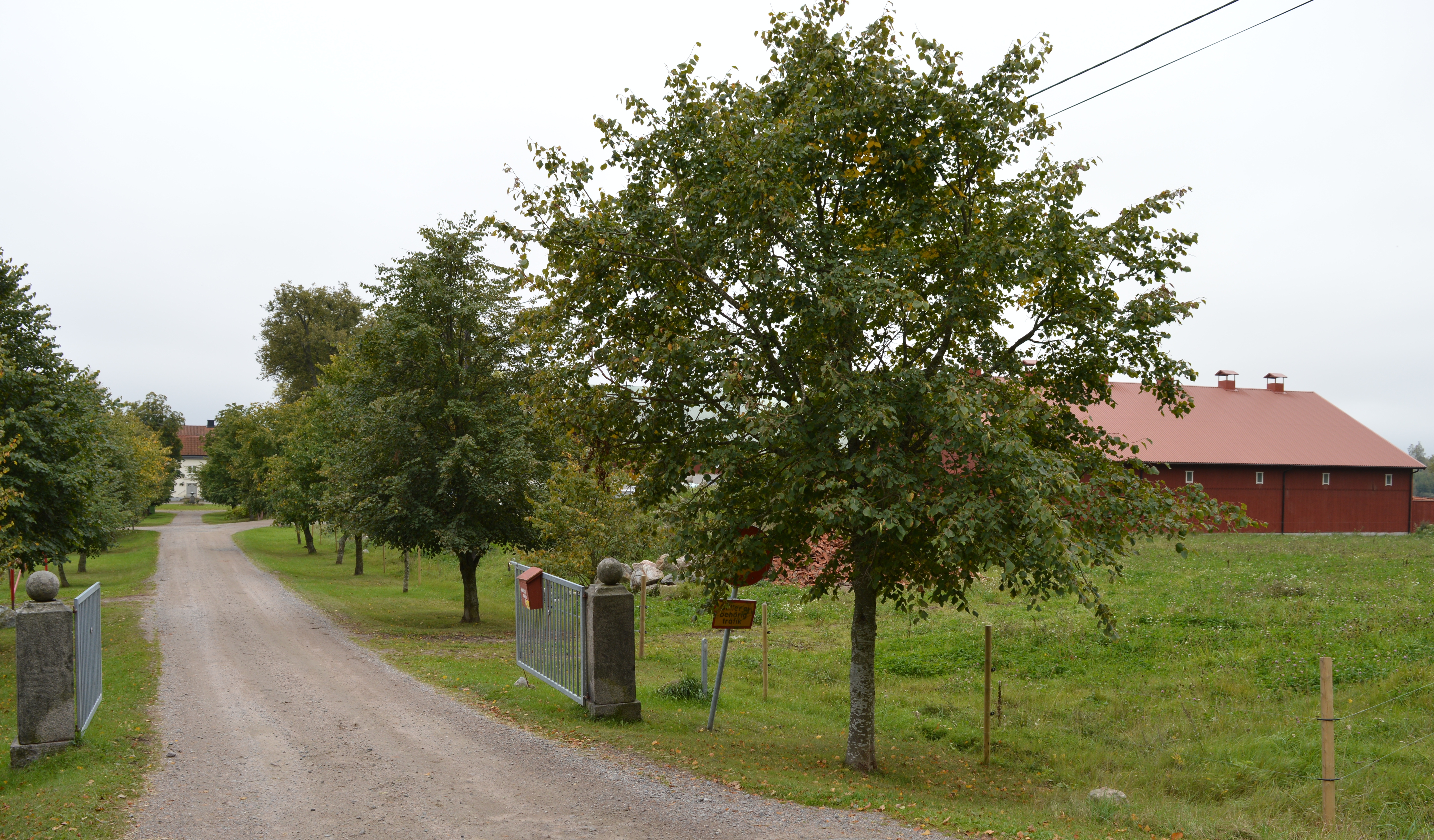
Närsjö gård direkt söder om Dalhagen.